# Ley de igual libertad
La ley de igual libertad es una doctrina que sostiene que la libertad individual implica reconocer en cada individuo su igualdad en el derecho a la libertad individual/libertad negativa. Su primera denominación, aunque no concepción, fue por parte de Herbert Spencer que dice "[…] que todo hombre puede reclamar plena libertad para el ejercicio de sus facultades compatible con la posesión de libertad de cualquier otro hombre". O bien, también lo dijo otra manera "cada uno tiene libertad para hacer todo lo que quiere siempre que no infrinja la igual libertad de cualquier otro".
Esta doctrina ha sido influyente en los teóricos políticos, incluidos liberales clásicos, libertarios y anarcocapitalistas (ver: propiedad de uno mismo, principio de no agresión e igualdad ante la ley).
Spencer deriva el principio de su creencia en los principios de la evolución científica. Él pensaba que la felicidad humana es una emoción desarrollada. El orador sostuvo que "el propósito del hombre sólo puede obtenerse mediante el ejercicio de sus facultades" y, por tanto, que tal ejercicio debe ser un derecho humano, y que la restricción a la libertad negativa de otra persona le impide alcanzar la felicidad. Pero esto tendría que aplicarse a todos los individuos para que sea una ética universal, es decir, un código moral que se aplique a todas las personas. Por lo tanto, si una persona restringe a otro individuo de hacer lo mismo, entonces él se ha excedido en sus derechos. Como resultado, los derechos son igualados entre todas las personas. La ley de igual libertad está estrechamente relacionada con la eficiencia de Pareto que, en esencia, establece que toda organización en la asignación de recursos que puede obtener al menos una persona en mejor situación sin hacer que ninguna otra persona esté peores condiciones es óptima o eficiente.